# Commissie van advies inzake volkenrechtelijke vraagstukken
De Commissie van advies inzake volkenrechtelijke vraagstukken (CAVV) is een adviesorgaan van de Nederlandse regering op het terrein van het volkenrecht. De huidige commissie, die in 1998 bij wet werd ingesteld is de opvolgster van gelijknamige eerdere commissies, die in 1920 en 1953 werden ingesteld. De CAVV is een onafhankelijk adviseur, die ook de beide Kamers van de Staten-Generaal kan voorlichten over internationaalrechtelijke vraagstukken.
De CAVV bestrijkt een breed terrein. Adviezen hadden de laatste jaren onder meer betrekking op misdrijven tegen de menselijkheid, interpretatie van verdragen, internationaal gewoonterecht, het gebruik door politici van de term 'genocide', aansprakelijkheid van internationale organisaties, gebruik van autonome wapensystemen, humanitaire hulpverlening, bewapende drones en digitale oorlogsvoering. In beginsel volgt op alle adviezen van de CAVV na enige tijd een kabinetsreactie, zodat de Staten-Generaal zich een oordeel kunnen vormen over de wijze waarop de adviezen worden opgevolgd of gemotiveerd terzijde worden gelegd.

## Samenstelling
- prof. dr. C.M.J. (Cedric) Ryngaert (voorzitter)
- dr. mr. R. (Rosanne) van Alebeek, (vicevoorzitter)
- prof. dr. D.A. (Daniëlla) Dam-de Jong (lid)
- dr. G.R. (Guido) den Dekker (lid)
- dr. B. (Bibi) van Ginkel (lid)
- dr. mr. A.J.J. (André) de Hoogh (lid)
- dr. R.S.J. (Rutsel) Martha (lid)
- dr. C.E. (Cecily) Rose (lid)
- prof. dr. E. (Elies) van Sliedrecht (lid)
- prof. dr. J.M.F. (Jan) Wouters (lid)

## Voorzitters
Tweede commissie (1953-1996)
- 1953-1969: prof. mr. J.P.A. François
- 1969-1975: mr. D.J. Veegens
- 1975-1985: mr. L. Erades
- 1985-1990: prof. dr. H. Meijers
- 1990-1996: prof. mr. A.H.A. Soons

Derde commissie (1998-heden)
- 1998-2006: prof. mr. K.C. Wellens
- 2006-2011: prof. mr. M.T. Kamminga
- 2012-2013: prof. mr. M.M.T.A. Brus
- 2014-2015: prof. mr. W.G. Werner
- 2016-2019: prof. mr. R.A. Wessel
- 2019-2023: prof. mr. L.J. van den Herik
- 2023-heden: prof. dr. C.M.J. Ryngaert